# Communauté de communes Ackerland
Die Communauté de communes Ackerland ist eine ehemalige interkommunale Interessengemeinschaft unter den Communauté de communes in Frankreich. Die Organisation befindet sich im Département Bas-Rhin und besteht seit dem 16. Dezember 1999. Sie umfasst die Gemeinden Furdenheim, Handschuheim, Hurtigheim, Ittenheim und Quatzenheim.
Der Gemeindeverband wurde mit Wirkung vom 1. Januar 2013 in die Communauté de communes du Kochersberg integriert und somit aufgelöst.